# 캠벨모나원숭이
캠벨모나원숭이(Cercopithecus campbelli)는 구세계원숭이의 일종이다. 캠벨게논 또는 캠벨원숭이로도 알려져 있다. 코트디부아르와 감비아, 가나, 기니, 기니비사우, 라이베리아, 세네갈 그리고 시에라리온에서 발견된다.
2009년 연구에 의해, 이 종은 일종의 ‘퇴화된 문법’인 좀 더 발전된 형태의 동물 커뮤니케이션을 지니는 것으로 제안되었다.